# Ріхард Капуш
Ріхард Капуш (словац. Richard Kapuš; 9 лютого 1973, м. Братислава, ЧССР) — словацький хокеїст, центральний нападник. 
Вихованець хокейної школи «Слован» (Братислава). Виступав за «Слован» (Братислава), «Тржинець», ХК «Лулео», «Авангард» (Омськ), «Металург» (Новокузнецьк), «Лада» (Тольятті), ХК «05 Банська Бистриця», «Беркут» (Київ).
В чемпіонатах Чехословаччини/Чехії — 90 матчів (19+36). В чемпіонатах Швеції — 14 матчів (4+5), у плей-оф — 5 матчів (1+1). У чемпіонатах Словаччини — 553 матчі (185+294), у плей-оф — 72 матчі (24+41). У чемпіонатах Росії — 127 матчів (19+35), у плей-оф — 6 матчів (1+1). В чемпіонатах КХЛ — 94 матчі (11+25).
У складі національної збірної Словаччини провів 136 матчів (16 голів); учасник зимових Олімпійських ігор 2002 і 2006 (10 матчів, 0+3), учасник чемпіонатів світу 1999, 2000, 2003, 2004, 2006 і 2007 (47 матчів, 11+16). У складі молодіжної збірної Чехословаччини учасник чемпіонату світу 1993. У складі юніорської збірної Чехословаччини учасник чемпіонату Європи 1991.
Досягнення
- Срібний призер чемпіонату світу (2000), бронзовий призер (2003). Чемпіон Словаччини (1998, 2000, 2002, 2003, 2005, 2008)
- Чемпіон Росії (2004)
- Бронзовий призер чемпіонату України (2012)
- Бронзовий призер молодіжного чемпіонату світу (1993)
- Переможець юніорського чемпіонату Європи (1991).